# Noora Louhimo
Noora Louhimo (Rauma, 6 novembre 1988) è una cantante e compositrice finlandese nota per essere la cantante e frontwoman del gruppo power metal finlandese Battle Beast.

## Biografia
Louhimo è entrata a fare parte dei Battle Beast nel 2012, in sostituzione della cantante precedente, Nitte Valo. Louhimo si caratterizza per la sua ampiezza del range vocale e per la grande presenza scenica. In parallelo alla band, lavora anche in un progetto solista sotto il nome di Noora Louhimo Experience e in un duo di heavy metal Laurenne/Louhimo insieme alla cantante Natte Laurenne.

## Discografia

### Con Battle Beast
Album in studio:
- Battle Beast (2013)
- Unholy Savior (2015)
- Bringer of Pain (2017)
- Non Abiti Hollywood Endings (2019)
- Circus of Doom (2022)

### Noora Louhimo Experience
Album in studio:
- Eternal Wheel of Time and Space (2021)

### Con Pentakill (League of Legends)
Album in studio:
- II: Grasp of The Undying (Frozen Heart, Tear of the Goddess) (2017)
- III: Lost Chapter (Stormrazor, Gathering Storm, Redemption) (2021)

## Riferimenti
1. ↑  (ES) Noora Louhimo, la nueva diva del metal, su elcabodelrock.com.
2. ↑  (ES) Noora Louhimo (BATTLE BEAST) y Netta Laurenne (SMACKBOUND) unen sus voces en un nuevo proyecto: LAURENNE/LOUHIMO, su metalcry.com.